# Turritigera fenestella
Turritigera fenestella är en mossdjursart som beskrevs av Cook och Hayward 1983. Turritigera fenestella ingår i släktet Turritigera och familjen Lekythoporidae. Inga underarter finns listade i Catalogue of Life.